# Bilan saison par saison du Torpedo Moscou
Cet article présente le bilan par saison du Torpedo Moscou, à savoir ses résultats en championnat, coupes nationales et coupes européennes depuis 1936.
Faisant partie des huit équipes fondatrices du championnat soviétique de deuxième division en 1936, le Torpedo passe trois saisons à cet échelon avant d'être promu en première division pour la saison 1938. Devenant un acteur régulier de la compétition, dont il n'est finalement jamais relégué par la suite, l'équipe s'affirme cependant plus comme une équipe de milieu voire de haut de classement connaissant de brèves période de succès avant de retomber dans l'inconstance. Le club parvient cependant à se démarquer régulièrement dans coupe nationale, où il dispute pas moins de quinze finales entre 1947 et 1991, pour six remportés, ce qui fait de lui le troisième club le plus titré derrière le Spartak Moscou et le Dynamo Kiev. En ce qui concerne le championnat, le Torpedo l'emporte à trois reprises en 1960, 1965 et 1976.
Après la fin des compétitions soviétiques et l'établissement du championnat russe en 1992, le Torpedo continue d'être une équipe de milieu de classement capable de brèves fulgurances, celui-ci remportant notamment la première édition de la Coupe de Russie en 1993 et atteignant la troisième place du championnat en 2000. Il est connaît sa première relégation à l'issue de la saison 2006 avant que des problèmes financiers ne le fasse retomber jusqu'au niveau amateur en quatrième division en 2009. Il parvient cependant à remonter la pente et retrouve le premier échelon en 2014, avant d'être une nouvelle fois relégué puis rétrogradé en troisième division pour des raisons financières.

## Bilan par saison

### Légende du tableau
| Champion / Vainqueur | Deuxième / Finaliste | Troisième | Promotion | Relégation |

- C1 = Coupe des clubs champions européens (jusqu'en 1992) puis Ligue des champions (depuis 1992)
- C2 = Coupe des coupes (1960-1999)
- C3 = Coupe des villes de foires (1955-1971) puis Coupe UEFA (1971-2009) puis Ligue Europa (depuis 2009)

### Période soviétique
| Saison           | Championnat | Championnat             | Championnat             | Championnat             | Championnat             | Championnat             | Championnat             | Championnat             | Championnat             | Championnat             | Coupe d'URSS            | Coupe d'Europe | Coupe d'Europe    |
| Saison           | Division    | Pos                     | Pts                     | J                       | V                       | N                       | D                       | BP                      | BC                      | Diff                    | Coupe d'URSS            | C              | Résultat          |
| ---------------- | ----------- | ----------------------- | ----------------------- | ----------------------- | ----------------------- | ----------------------- | ----------------------- | ----------------------- | ----------------------- | ----------------------- | ----------------------- | -------------- | ----------------- |
| 1936 (printemps) | 2e          | 2e                      | 13                      | 6                       | 3                       | 1                       | 2                       | 10                      | 7                       | +3                      | Quarts de finale        | —              | —                 |
| 1936 (automne)   | 2e          | 4e                      | 15                      | 7                       | 4                       | 0                       | 3                       | 11                      | 7                       | +4                      | Quarts de finale        | —              | —                 |
| 1937             | 2e          | 6e                      | 24                      | 12                      | 4                       | 4                       | 4                       | 16                      | 18                      | -2                      | Huitièmes de finale     | —              | —                 |
| 1938             | 1re         | 9e                      | 29                      | 25                      | 9                       | 11                      | 5                       | 51                      | 38                      | +13                     | Huitièmes de finale     | —              | —                 |
| 1939             | 1re         | 9e                      | 23                      | 26                      | 8                       | 7                       | 11                      | 51                      | 51                      | 0                       | 32es de finale          | —              | —                 |
| 1940             | 1re         | 11e                     | 18                      | 24                      | 6                       | 6                       | 12                      | 36                      | 50                      | -14                     | —                       | —              | —                 |
| 1941-1943        | 1re         | Seconde Guerre mondiale | Seconde Guerre mondiale | Seconde Guerre mondiale | Seconde Guerre mondiale | Seconde Guerre mondiale | Seconde Guerre mondiale | Seconde Guerre mondiale | Seconde Guerre mondiale | Seconde Guerre mondiale | Seconde Guerre mondiale | —              | —                 |
| 1944             | 1re         | —                       | —                       | —                       | —                       | —                       | —                       | —                       | —                       | —                       | Demi-finales            | —              | —                 |
| 1945             | 1re         | 3e                      | 27                      | 22                      | 12                      | 3                       | 7                       | 41                      | 21                      | +20                     | Huitièmes de finale     | —              | —                 |
| 1946             | 1re         | 4e                      | 27                      | 22                      | 11                      | 5                       | 6                       | 44                      | 29                      | +15                     | Demi-finales            | —              | —                 |
| 1947             | 1re         | 5e                      | 24                      | 24                      | 9                       | 6                       | 9                       | 36                      | 29                      | +7                      | Finale                  | —              | —                 |
| 1948             | 1re         | 5e                      | 33                      | 26                      | 15                      | 3                       | 8                       | 58                      | 43                      | +15                     | Quarts de finale        | —              | —                 |
| 1949             | 1re         | 4e                      | 42                      | 34                      | 16                      | 10                      | 8                       | 64                      | 42                      | +18                     | Vainqueur               | —              | —                 |
| 1950             | 1re         | 10e                     | 36                      | 36                      | 13                      | 10                      | 13                      | 57                      | 60                      | -3                      | Seizièmes de finale     | —              | —                 |
| 1951             | 1re         | 12e                     | 24                      | 28                      | 8                       | 8                       | 12                      | 37                      | 48                      | -11                     | Seizièmes de finale     | —              | —                 |
| 1952             | 1re         | 10e                     | 12                      | 13                      | 3                       | 6                       | 4                       | 11                      | 15                      | -4                      | Vainqueur               | —              | —                 |
| 1953             | 1re         | 3e                      | 25                      | 20                      | 11                      | 3                       | 6                       | 24                      | 24                      | 0                       | Quarts de finale        | —              | —                 |
| 1954             | 1re         | 9e                      | 22                      | 24                      | 8                       | 6                       | 10                      | 34                      | 34                      | 0                       | Huitièmes de finale     | —              | —                 |
| 1955             | 1re         | 4e                      | 28                      | 22                      | 10                      | 8                       | 4                       | 39                      | 32                      | +7                      | Seizièmes de finale     | —              | —                 |
| 1956             | 1re         | 5e                      | 23                      | 22                      | 8                       | 7                       | 7                       | 40                      | 37                      | +3                      | —                       | —              | —                 |
| 1957             | 1re         | 2e                      | 28                      | 22                      | 11                      | 6                       | 5                       | 46                      | 23                      | +23                     | Demi-finales            | —              | —                 |
| 1958             | 1re         | 7e                      | 22                      | 22                      | 7                       | 8                       | 7                       | 51                      | 42                      | +9                      | Finale                  | —              | —                 |
| 1959             | 1re         | 5e                      | 25                      | 22                      | 11                      | 3                       | 8                       | 27                      | 23                      | +4                      | —                       | —              | —                 |
| 1960             | 1re         | 1er                     | 45                      | 30                      | 20                      | 5                       | 5                       | 56                      | 25                      | +31                     | Vainqueur               | —              | —                 |
| 1961             | 1re         | 2e                      | 41                      | 30                      | 19                      | 3                       | 8                       | 68                      | 35                      | +33                     | Finale                  | —              | —                 |
| 1962             | 1re         | 7e                      | 48                      | 32                      | 15                      | 8                       | 9                       | 64                      | 32                      | +32                     | Quarts de finale        | —              | —                 |
| 1963             | 1re         | 10e                     | 40                      | 38                      | 12                      | 16                      | 10                      | 46                      | 41                      | +5                      | Huitièmes de finale     | —              | —                 |
| 1964             | 1re         | 2e                      | 46                      | 33                      | 19                      | 8                       | 6                       | 53                      | 23                      | +30                     | Seizièmes de finale     | —              | —                 |
| 1965             | 1re         | 1er                     | 51                      | 32                      | 22                      | 7                       | 3                       | 55                      | 21                      | +34                     | Seizièmes de finale     | —              | —                 |
| 1966             | 1re         | 6e                      | 40                      | 36                      | 15                      | 10                      | 11                      | 55                      | 39                      | +16                     | Finale                  | —              | —                 |
| 1967             | 1re         | 12e                     | 33                      | 36                      | 12                      | 9                       | 15                      | 38                      | 47                      | -9                      | Quarts de finale        | C1             | Premier tour      |
| 1968             | 1re         | 3e                      | 50                      | 38                      | 18                      | 4                       | 6                       | 60                      | 32                      | +28                     | Vainqueur               | C2             | Quarts de finale  |
| 1969             | 1re         | 5e                      | 36                      | 32                      | 13                      | 10                      | 9                       | 36                      | 27                      | +9                      | Quarts de finale        | —              | —                 |
| 1970             | 1re         | 6e                      | 34                      | 32                      | 12                      | 10                      | 10                      | 36                      | 38                      | -2                      | Quarts de finale        | C2             | Tour préliminaire |
| 1971             | 1re         | 7e                      | 28                      | 30                      | 4                       | 20                      | 6                       | 27                      | 27                      | 0                       | Demi-finales            | —              | —                 |
| 1972             | 1re         | 9e                      | 31                      | 30                      | 11                      | 9                       | 10                      | 31                      | 33                      | -2                      | Vainqueur               | —              | —                 |
| 1973             | 1re         | 13e                     | 19                      | 30                      | 9                       | 8                       | 13                      | 28                      | 37                      | -9                      | Seizièmes de finale     | —              | —                 |
| 1974             | 1re         | 4e                      | 33                      | 30                      | 13                      | 7                       | 10                      | 35                      | 28                      | +7                      | Huitièmes de finale     | C2             | Premier tour      |
| 1975             | 1re         | 4e                      | 34                      | 30                      | 13                      | 8                       | 9                       | 42                      | 33                      | +9                      | Seizièmes de finale     | —              | —                 |
| 1976 (printemps) | 1re         | 12e                     | 14                      | 15                      | 5                       | 4                       | 6                       | 15                      | 20                      | -5                      | Huitièmes de finale     | C3             | Troisième tour    |
| 1976 (automne)   | 1re         | 1er                     | 20                      | 15                      | 9                       | 2                       | 4                       | 20                      | 9                       | +11                     | Huitièmes de finale     | —              | —                 |
| 1977             | 1re         | 3e                      | 37                      | 30                      | 12                      | 13                      | 5                       | 30                      | 23                      | +7                      | Finale                  | —              | —                 |
| 1978             | 1re         | 8e                      | 30                      | 30                      | 11                      | 11                      | 8                       | 36                      | 29                      | +7                      | Demi-finales            | C1             | Premier tour      |
| 1979             | 1re         | 16e                     | 24                      | 34                      | 8                       | 9                       | 17                      | 32                      | 46                      | -14                     | Phase de groupes        | C3             | Premier tour      |
| 1980             | 1re         | 11e                     | 30                      | 34                      | 10                      | 11                      | 13                      | 28                      | 32                      | -4                      | Quarts de finale        | —              | —                 |
| 1981             | 1re         | 5e                      | 38                      | 34                      | 14                      | 14                      | 6                       | 41                      | 29                      | +12                     | Phase de groupes        | —              | —                 |
| 1982             | 1re         | 8e                      | 32                      | 34                      | 11                      | 12                      | 11                      | 36                      | 33                      | +3                      | Finale                  | —              | —                 |
| 1983             | 1re         | 6e                      | 38                      | 34                      | 14                      | 11                      | 9                       | 40                      | 34                      | +6                      | Huitièmes de finale     | C2             | Premier tour      |
| 1984             | 1re         | 6e                      | 40                      | 34                      | 15                      | 10                      | 9                       | 43                      | 36                      | +7                      | Quarts de finale        | —              | —                 |
| 1985             | 1re         | 5e                      | 36                      | 34                      | 13                      | 10                      | 11                      | 42                      | 40                      | +2                      | Huitièmes de finale     | —              | —                 |
| 1986             | 1re         | 9e                      | 30                      | 30                      | 10                      | 11                      | 9                       | 31                      | 28                      | +3                      | Vainqueur               | —              | —                 |
| 1987             | 1re         | 4e                      | 34                      | 30                      | 12                      | 12                      | 6                       | 35                      | 25                      | +10                     | Quarts de finale        | C2             | Quarts de finale  |
| 1988             | 1re         | 3e                      | 42                      | 30                      | 17                      | 8                       | 5                       | 39                      | 23                      | +16                     | Finale                  | —              | —                 |
| 1989             | 1re         | 5e                      | 35                      | 30                      | 11                      | 13                      | 6                       | 40                      | 26                      | +14                     | Finale                  | C3             | Premier tour      |
| 1990             | 1re         | 4e                      | 30                      | 24                      | 13                      | 4                       | 7                       | 28                      | 24                      | +4                      | Quarts de finale        | C2             | Deuxième tour     |
| 1991             | 1re         | 3e                      | 36                      | 30                      | 13                      | 10                      | 7                       | 36                      | 20                      | +16                     | Finale                  | C3             | Quarts de finale  |
| 1991             | 1re         | 3e                      | 36                      | 30                      | 13                      | 10                      | 7                       | 36                      | 20                      | +16                     | Seizièmes de finale     | C3             | Quarts de finale  |

### Période russe
| Saison    | Championnat | Championnat | Championnat | Championnat | Championnat | Championnat | Championnat | Championnat | Championnat | Championnat | Coupe de Russie     | Coupe d'Europe | Coupe d'Europe      | Meilleur(s) buteur(s)                        | Meilleur(s) buteur(s) | Entraîneur(s)                                                    |
| Saison    | Division    | Pos         | Pts         | J           | V           | N           | D           | BP          | BC          | Diff        | Coupe de Russie     | C              | Résultat            | Joueur                                       | Buts                  | Entraîneur(s)                                                    |
| --------- | ----------- | ----------- | ----------- | ----------- | ----------- | ----------- | ----------- | ----------- | ----------- | ----------- | ------------------- | -------------- | ------------------- | -------------------------------------------- | --------------------- | ---------------------------------------------------------------- |
| 1992      | 1re         | 11e         | 45          | 40          | 19          | 7           | 14          | 47          | 37          | +10         | —                   | C3             | Seizièmes de finale | Guennadi Grichine (en)                       | 10                    | Ievgueni Skomorokhov (en) Iouri Mironov (en)                     |
| 1993      | 1re         | 7e          | 38          | 34          | 15          | 8           | 11          | 35          | 40          | -5          | Vainqueur           | C3             | Seizièmes de finale | Sergueï Borisov (en)                         | 7                     | Iouri Mironov (en)                                               |
| 1994      | 1re         | 11e         | 26          | 30          | 7           | 12          | 11          | 28          | 37          | -9          | Seizièmes de finale | C2             | Seizièmes de finale | Andreï Afanasiev (en)                        | 8                     | Iouri Mironov (en) Valentin Ivanov                               |
| 1995      | 1re         | 5e          | 55          | 30          | 16          | 7           | 7           | 40          | 30          | +10         | Quarts de finale    | —              | —                   | Dmitri Prokopenko (en) Sergueï Agachkov (en) | 6                     | Valentin Ivanov                                                  |
| 1996      | 1re         | 12e         | 41          | 34          | 10          | 11          | 13          | 42          | 51          | -9          | Seizièmes de finale | —              | —                   | Viatcheslav Kamoltsev                        | 9                     | Valentin Ivanov                                                  |
| 1997      | 1re         | 11e         | 45          | 34          | 13          | 6           | 15          | 50          | 46          | +4          | Quarts de finale    | C3             | Premier tour        | Dmitri Khokhlov                              | 13                    | Aleksandr Tarkhanov                                              |
| 1997      | 1re         | 11e         | 45          | 34          | 13          | 6           | 15          | 50          | 46          | +4          | Quarts de finale    | CI             | Demi-finales        | Dmitri Khokhlov                              | 13                    | Aleksandr Tarkhanov                                              |
| 1998      | 1re         | 11e         | 37          | 30          | 9           | 10          | 11          | 38          | 34          | +4          | Huitièmes de finale | —              | —                   | Viktor Boulatov                              | 9                     | Aleksandr Tarkhanov Valentin Ivanov                              |
| 1999      | 1re         | 4e          | 50          | 30          | 13          | 11          | 6           | 38          | 33          | +5          | Seizièmes de finale | —              | —                   | Viatcheslav Kamoltsev                        | 12                    | Vitali Chevtchenko                                               |
| 2000      | 1re         | 3e          | 55          | 30          | 16          | 7           | 7           | 42          | 29          | +13         | Seizièmes de finale | —              | —                   | Dmitri Viazmikine Andreï Gachkine (en)       | 8                     | Vitali Chevtchenko                                               |
| 2001      | 1re         | 4e          | 52          | 30          | 15          | 7           | 8           | 53          | 42          | +11         | Quarts de finale    | C3             | Premier tour        | Dmitri Viazmikine                            | 20                    | Vitali Chevtchenko                                               |
| 2002      | 1re         | 4e          | 50          | 30          | 14          | 8           | 8           | 47          | 32          | +15         | Seizièmes de finale | C3             | Premier tour        | Igor Semchov                                 | 11                    | Vitali Chevtchenko Sergueï Petrenko                              |
| 2003      | 1re         | 8e          | 43          | 30          | 11          | 10          | 9           | 42          | 38          | +4          | Seizièmes de finale | —              | —                   | Aleksandr Chirko (en)                        | 9                     | Sergueï Petrenko                                                 |
| 2004      | 1re         | 5e          | 54          | 30          | 16          | 6           | 8           | 53          | 37          | +16         | Seizièmes de finale | C3             | Deuxième tour       | Aleksandr Panov                              | 17                    | Sergueï Petrenko                                                 |
| 2005      | 1re         | 7e          | 45          | 30          | 12          | 9           | 9           | 37          | 33          | +4          | Quarts de finale    | —              | —                   | Igor Semchov                                 | 15                    | Sergueï Petrenko                                                 |
| 2006      | 1re         | 15e         | 22          | 30          | 3           | 13          | 14          | 22          | 40          | -18         | Quarts de finale    | —              | —                   | Sergueï Boudyline (en)                       | 6                     | Sergueï Petrenko Aleksandr Gostenine (en)                        |
| 2007      | 2e          | 6e          | 69          | 42          | 21          | 6           | 15          | 75          | 59          | +16         | Huitièmes de finale | —              | —                   | Maksim Romaschenko                           | 15                    | Gueorgui Iartsev Viatcheslav Daïev Ravil Sabitov (en)            |
| 2008      | 2e          | 18e         | 49          | 42          | 14          | 7           | 21          | 47          | 69          | -22         | Seizièmes de finale | —              | —                   | Denis Popov                                  | 9                     | Ravil Sabitov (en) Viatcheslav Daïev                             |
| 2009      | 4e Moscou   | 1er         | 90          | 32          | 30          | 0           | 2           | 128         | 19          | +109        | 32es de finale      | —              | —                   | Alekseï Tcherechnev                          | 24                    | Viatcheslav Daïev                                                |
| 2010      | 3e Centre   | 1er         | 57          | 30          | 17          | 6           | 7           | 59          | 26          | +33         | —                   | —              | —                   | Dmitri Bourmistrov Aleksandr Petrov          | 11                    | Sergueï Pavlov Igor Tchougaïnov                                  |
| 2011-2012 | 2e          | 8e          | 68          | 52          | 17          | 17          | 18          | 63          | 53          | +10         | Seizièmes de finale | —              | —                   | Denis Dorojkine Vladimir Khozine             | 9                     | Igor Tchougaïnov Mikhaïl Belov                                   |
| 2011-2012 | 2e          | 8e          | 68          | 52          | 17          | 17          | 18          | 63          | 53          | +10         | 32es de finale      | —              | —                   | Denis Dorojkine Vladimir Khozine             | 9                     | Igor Tchougaïnov Mikhaïl Belov                                   |
| 2012-2013 | 2e          | 14e         | 33          | 32          | 6           | 15          | 11          | 29          | 38          | -9          | Seizièmes de finale | —              | —                   | Nikita Bezlikhotnov                          | 7                     | Mikhaïl Belov Boris Ignatiev                                     |
| 2013-2014 | 2e          | 3e          | 65          | 36          | 19          | 8           | 9           | 45          | 22          | +33         | 32es de finale      | —              | —                   | Igor Chevtchenko (en)                        | 7                     | Vladimir Kazakov (en) Nikolaï Savitchev (en) Aleksandr Borodiouk |
| 2014-2015 | 1re         | 15e         | 29          | 30          | 6           | 11          | 13          | 28          | 45          | -17         | Huitièmes de finale | —              | —                   | Anton Putsila                                | 4                     | Nikolaï Savitchev (en) Valeri Petrakov                           |
| 2015-2016 | 3e Centre   | 12e         | 30          | 26          | 8           | 6           | 12          | 21          | 28          | -7          | 128es de finale     | —              | —                   | Sergueï Tioupikov                            | 5                     | Valeri Petrakov Vladimir Beloussov (ru)                          |
| 2016-2017 | 3e Centre   | 3e          | 42          | 24          | 11          | 9           | 4           | 36          | 19          | +17         | 32es de finale      | —              | —                   | Sergueï Tchernychov Azamat Gonejoukov        | 5                     | Viktor Boulatov                                                  |
| 2017-2018 | 3e Centre   | 6e          | 42          | 26          | 11          | 9           | 6           | 44          | 22          | +22         | 64es de finale      | —              | —                   | Rahim Sadykhov                               | 10                    | Igor Kolyvanov                                                   |
| 2018-2019 | 3e Centre   | 1er         | 65          | 26          | 20          | 5           | 1           | 48          | 17          | +31         | Seizièmes de finale | —              | —                   | Ivan Sergueïev                               | 16                    | Igor Kolyvanov                                                   |
| 2019-2020 | 2e          | 4e          | 53          | 27          | 16          | 5           | 6           | 39          | 25          | +14         | Quarts de finale    | —              | —                   | Ivan Sergueïev                               | 14                    | Sergueï Ignachevitch                                             |
| 2020-2021 | 2e          | 6e          | 72          | 42          | 21          | 9           | 12          | 65          | 41          | +24         | 64es de finale      | —              | —                   | Amour Kalmykov                               | 12                    | Sergueï Ignachevitch Aleksandr Borodiouk                         |
| 2021-2022 | 2e          | 1er         | 75          | 38          | 20          | 15          | 3           | 65          | 36          | +29         | Phase de groupes    | —              | —                   | Moukhammad Soultonov                         | 15                    | Aleksandr Borodiouk                                              |
| 2022-2023 | 1re         | 16e         | 13          | 30          | 3           | 4           | 23          | 22          | 61          | -39         | Quarts de finale    | —              | —                   | Ilia Stefanovitch                            | 5                     | Nikolaï Savitchev (en) Andreï Talalaïev Pep Clotet               |
| 2023-2024 | 2e          | en cours    | en cours    | en cours    | en cours    | en cours    | en cours    | en cours    | en cours    | en cours    | 32es de finale      | —              | —                   | en cours                                     | en cours              | Pep Clotet                                                       |

1. ↑  Ne prend en compte que les statistiques en championnat.